# Anglikanizem
Anglikanízem je zahodnokrščanski cerkveni nauk, ki se je razvil iz običajev, liturgije in identitete anglikanske cerkve po reformaciji v srednjeveški Angliji. S približno 110 milijoni pripadnikov po svetu (po podatkih za leto 2001) je ena največjih ločin krščanstva.